# NGC 6348
NGC 6348  ist eine Spiralgalaxie vom Hubble-Typ Sb im Sternbild Herkules am Nordsternhimmel. Sie ist rund 433 Millionen Lichtjahre von der Milchstraße entfernt und hat einen Durchmesser von etwa 85.000 Lichtjahren.
Entdeckt wurde das Objekt am 29. Juni 1880 von Édouard Stephan.